# 巴爾勒卡烏帕齊拉
巴爾勒卡是孟加拉国錫爾赫特专区毛爾維巴扎爾縣的一个乌帕齐拉。

## 人口
據1991年孟加拉國人口普查，巴爾勒卡共有戶數33,006戶，人口200674人。其中男性佔比49.86%，女性佔比50.14%；成年人口100,537人。該地7歲以上人口之平均識字率為34.6%。